# Лидер (Marvel Comics)
Ли́дер (англ. The Leader), настоящее имя — Сэ́мюэл Стернс (англ. Samuel Sterns) — суперзлодей комиксов издательства Marvel Comics, впервые появившийся в Tales to Astonish #62 (декабрь 1964). Был создан писателем Стэном Ли и художником Стивом Дитко как заклятый враг супергероя Халка. На протяжении многих лет Лидер, в основном, появлялся в комиксах, связанных с Халком, и был одним из персонажей Marvel NOW! Громовержцы.
Сэмюэл Стернс работал уборщиком в Бойсе (штат Айдахо), где подвергся воздействию гамма-излучения. Радиация превратила его в зеленокожее, сверхразумное существо, которое назвало себя Лидером, начав преступную карьеру. Ему неоднократно противостоит Халк, который преодолевает все схемы Лидера, а также его искусственных приспешников, известных как Гуманоиды. Позже Стернс подвергся дальнейшей трансформации, в результате чего его череп принял форму увеличенного мозга. Как часть Интеллигенции, он является неотъемлемой частью сюжетной линии Hulked Out Heroes.
С момента своего появления в комиксах, персонаж был адаптирован в телесериалах и видеоиграх. Кинодебют Сэмюэля Стернса состоялся в медиафраншизе «Кинематографическая вселенная Marvel» (КВМ) в фильме «Невероятный Халк» (2008), где его роль исполнил Тим Блейк Нельсон, который вновь играет Стернса, ставшего Лидером, в фильме «Капитан Америка: Новый мир» (2025). В 2009 году Лидер был признан IGN 63-м величайшим злодеем комиксов всех времён.

## История публикаций
Лидер был создан сценаристом Стэном Ли и художником Стивом Дитко, дебютировав в Tales to Astonish #62.

## Биография

### Ранняя жизнь
Сэмюэл Стернс изначально был глупым человеком и даже бросил школу. Он был отчуждён от своей семьи, поскольку они души не чаяли в его более умном и успешном старшем брате. Став взрослым, Стернс нашёл работу в ночную смену на химическом исследовательском заводе. Однажды вечером он перевозил канистры с отходами, и один из контейнеров раскололся, обдав его гамма-излучением. Стернс пережил то, что обычно было бы смертельной дозой радиации, но не без затрат. Однако первоначально побочные эффекты казались полностью полезными. Стернс обнаружил, что его интеллект увеличился в тысячу раз, и он сохранял информацию с точностью компьютера. Он начал жадно читать, накапливая столько знаний, сколько мог. Однако вскоре его облучённое гамма-излучением тело продолжило мутировать. Его кожа стала зелёной, а череп увеличился в размерах.

### Лидер
Отказавшись от своего настоящего человеческого имени, Стернс вместо этого стал называть себя Лидером. В течение года он использовал свой повышенный интеллект, чтобы стать криминальным гением, и создал обширную шпионскую сеть с планами взять под контроль правительство Соединённых Штатов. Его усилия вскоре привлекли к нему внимание тоже порождённого гамма-мутацией, физика доктора Брюса Бэннера, также известного как Халк. Они неоднократно сталкивались друг с другом, а однажды в один момент Стернс даже разрушил свадьбу Бэннера с Бетти Росс.
В конце концов, умственные способности Стернса начали уменьшаться. Он заметил это лишь тогда, когда его голова вернулась к обычному размеру и исчезла его зелёная кожа. Лидер попытался сохранить свой суперинтеллект, но понял, что время истекло, и теперь он обычный человек с базовым интеллектом. Смирившись со своей судьбой, он воспользовался возвращением своей обычной внешности, чтобы реинтегрироваться в обычное американское общество и отказаться от своих бредовых идей захвата Соединённых Штатов. В конечном итоге Стернс получив работу помощника коронера в Нью-Мексико. Позже к его большому удивлению, Стернса попросили помочь в работе на Гамма Базе, чтобы вернуть тело генерала Таддеуса Росса после его смерти от рук Зззакса. Стернс убил своего коллегу и забрал машину скорой помощи, в которой находился труп Росса, следуя за Брюсом Бэннером, который направлялся в одну из своих старых скрытых лабораторий. Но Стернс прибыл слишком поздно, чтобы спасти гамма-излучающее оборудование, которое Халк уничтожил после того, как заставил Бэннера использовать его на себе. Он сказал теперь Серому Халку, что он поможет навсегда избавиться от Бэннера, если он поможет получить поражённого гамма-излучением Рика Джонса, чтобы передать гамма-излучение Джонса Стернсу. Халку удалось использовать знания Бэннера в части своего мозга, чтобы построить новую гамма-лучевую машину, прежде чем вырубить Джонса-Халка и привязать его к ней. В результате эксперимента гамма-излучение успешно проникло в тело Стернса, но также уничтожило лабораторию, заставив Халка и Джонса поверить, что Лидер погиб. Стернс сбежал и украл тело Росса, пробравшись в одну из своих лабораторий.
С восстановленным интеллектом у Стернса также появился больший лысый череп, который был более мутированным, чем его прежний вид. Он связался с злодеем по имени Период Полураспада и дал ему работу остановить Халка, чтобы тот не смог остановить заговор Лидера. После поражения Периода Лидер собрал его части и вернул на свою базу, снабдив его доспехами и камерой, а затем отправил снова. Стернс знал, что Халк в конечном итоге победит, и поэтому записал ему сообщение на ту камеру. Примерно в это время Лидер разработал технологию, способную возвращать жизнь мёртвым телам. Он использовал это на генерале Россе, но превратил его в безмозглый овощ, которого Лидер использовал в качестве бронированного силовика.
Позже двое бывших охотников за головами хотели присоединиться к рядам Лидера и были экипированы как Рок и Искупитель. Он послал их двоих украсть гамма-бомбу с правительственного объекта США, а затем заставил их установить её в Миддлтауне, штат Аризона. Дразня Халка тем фактом, что там была бомба, которая взорвётся всего за несколько часов, Лидер подождал, пока он найдёт её, прежде чем натравить на Халка Рока и Искупителя. В результате битвы Халк был ослаблен, но одержал победу, добравшись до бомбы за считанные минуты до взрыва. Лидер, будучи жестоким неудачником, телепортировал себя, Рока и Искупителя, прежде чем вручную взорвать бомбу. Лидер установил генераторы щита вокруг города, сдерживая взрыв и уничтожая то, что станет известно как Гамматаун. В живых осталось только пять человек, которых окружили военные. Лидер же угнал транспортное средство, в котором они находились, и отвёз их в свой личный город Фригольд.
Стернс заселял Фригольд жертвами радиации, зная, что когда-нибудь в будущем на Земле должна произойти полная катастрофа. Фригольд же выживет, и Земля снова заселится. Из-за его щедрости и доброты люди любили его.
Когда Лидер появился в следующий раз, он послал Ю-Врагов ворваться в штаб-квартиру Пантеона на Горе, чтобы добиться аудиенции у Агамемнона. Они договорились о том, что Пантеон окажет помощь Фригольду, если он когда-нибудь он подвергнется нападению. Затем Лидер обратился к Рику Джонсу с предложением оживить его мёртвую подругу Марло Чандлер. Передача гамма-излучения, казалось, установила эмпатическую связь между ними, что означает, что Стернс также почувствовал потерю Рика. У Лидера уже было тело, и всё, что осталось, это согласие Рика. В конце концов оно было дано, и Джонс присоединился к Лидеру, хотя и неохотно. Оказавшись во Фригольде, Рик обнаружил, что Лидер вернул генерала Росса к жизни и назначил его новым Искупителем. Он начал сомневаться в своём решении возродить Марло, ведь тогда она вернётся к жизни, но только уже как безмозглый овощ, как Росс. Но Лидер успокоил его, убедив, что он усовершенствовал процесс, задействовав в нём одного из тех, кто не погиб в результате инцидента в Гамматауне — священика Джейсона Макколла, который обладал способностью связывать душу с воскресшим телом.
Вскоре Фригольд подвергся нападению, когда Гидра совершила налёт на объект, пытаясь взять его под контроль. Халк был послан Агамемноном, который сдержал своё обещание о помощи и позволил Халку думать, что он нарушает его, просто передав Халку позицию Фригольда, чтобы отомстить Лидеру за 5000 убитых в Гамматауне. Эксперимент по возвращению Марло к жизни был начат, и Лидер отправил Джонса помешать Халку разрушить процесс до его завершения. У Лидера были инструменты, регистрирующие всё, что делал Человек Душа (Джейсон Макколл), полагая, что силы этого человека можно использовать, чтобы дать Стернсу бессмертие. Однако Халк ворвался и лично напал на Лидера, который, по-видимому, погиб вместе с Человеком Душой в перекрёстном огне. Машина также была разрушена, в результате чего Марло вошла в состояние, похожее на Росса, но оба в конечном итоге полностью восстановились.
После его смерти во Фригольде бестелесный дух Лидера вселился в его последователя Омнибуса. Лидер через Омнибуса начал серию террористических атак, пытаясь погрузить мир в хаос. Граждане Фригольда отдали Омнибуса под суд, признали его виновным в преступлениях Лидера и сослали за Полярный круг. После некоторого блуждания по тундре Омнибус был съеден белым медведем.

### Просветление
Во время своих многочисленных смертей и воскрешений Лидер каждый раз временно входил в Подземелье через Зелёную Дверь, но он никогда не помнил, что он там видел или как он вернулся к жизни. В конце концов Лидер преобразовал своё тело, используя клетки растений и мёртвых животных, и спрятался в заброшенной шахте на юго-западе Америки. Лидер мысленно вызвал Брюса Бэннера к себе, который в то время страдал от прогрессирующего БАС, и сказал ему, что он на грани достижения просветления и выйдет за пределы физического плана. Лидер предложил Бэннеру лекарство от его болезни при условии, что Брюс станет свидетелем его вознесения. Бэннер согласился и наблюдал, как сознание Лидера расширяется, только для того, чтобы тело Лидера взорвалось в последний момент. Стернс вернулся в Подземелье и впал в отчаяние, пытаясь убежать от присутствия Того, Кто Ниже Всех. Позже Бэннер услышал голос Лидера в своей голове, умоляющий о помощи, утверждающий, что он совершил ужасную ошибку. Будучи не в состоянии помочь Стернсу в данный момент, Бэннер проигнорировал его. Отвергнутый единственным, кто мог его понять, Стернс «посмотрел Аду в лицо» и принял свою веру и ненависть. С тех пор Лидер начал исследовать Зелёную Дверь, пытаясь выяснить, как её открыть и контролировать.

### Домашняя База
Во время большого личного давления на Халка и Брюса Бэннера, стало ясно, что Домашняя База, секретная организация, которая тайно возглавлялась Лидером и неустанно преследовала Халка, чтобы получить его генетический материал. В конце концов, после того, как все его другие планы потерпели неудачу, Лидеру, наконец, удалось контролировать разум Халка и направить его на свою секретную базу с намерением забрать его неразрушимое тело для себя. Из-за вмешательства Нади Блонски, Бетти Росс, Дока Самсона и Железного Человека план провалился, и Лидер снова умер. Эти события, какими бы странными и туманными они ни казались, могли иметь место в реальности, а могли и не иметь, поскольку они могут быть частично правдой или полностью выдумкой внепространственного демона Кошмара в попытке отомстить Халку. В настоящее время у Лидера есть тело, включающее черты обоих его предыдущих воплощений, но точно неизвестно, как он их приобрёл.

### На суде
Позже Лидер был схвачен Громилами Щ.И.Т.А и предстал перед судом за свои преступления. Его представлял адвокат Мэллори Бук из фирмы «Женщина-Халк» Гудман, Либер, Куртцберг и Холливей. Во время судебного разбирательства мисс Бук утверждала, что Лидер не несёт ответственности за свои действия, поскольку гамма-излучение принудительно изменило его личность. Чтобы доказать свою точку зрения, Бук сравнила Лидера с Дженнифер Уолтерс, показав, что Дженнифер была гораздо более неразборчивой в форме Женщины-Халк. На второй день суда гуманоидные дроиды Лидера прибыли, чтобы спасти его. Вместо того, чтобы сбежать, Лидер отменил атаку, решив довести судебное разбирательство до конца, поскольку он правильно предсказал, что его защита выиграет. В итоге он был признан невиновным.

### Братство Войны
Стернс появился несколько месяцев спустя, когда Братство Войны Халка сбежал из Щ.И.Т.А в Нью-Йорке после Мировой Войны Халка. Лидер воздвиг щит вокруг Стоунриджа и затопил его гамма-излучением. Его голова была больше и более деформированной, и ему нужно было устройство на плечах, чтобы просто не сломать шею своим весом. Устройство, создающее щит, было приведено в действие Древней Силой Хироима, поэтому оно могло быть уничтожено только его смертью. Агенты Щ.И.Т. с Боевым Братством обнаружил, что люди внутри купола умрут, если его открыть, поскольку гамма-излучение было единственным, что поддерживало их жизнь. Лидер привёл всё это в движение, чтобы вернуть своему телу полную силу после стресса всех трансформаций, через которые он прошёл после облучения. В битве с Братством Лидер был ранен в грудь железной трубой. Затем Лидер поглотил силу купола, превратив себя в серокожего гиганта. Хироим также поглотил силу и сразился с Лидером, истощив их силы. После смерти Хироим передал свою Древнюю Силу Кейт Уэйнсборо, которая напала на Лидера и заставила его телепортироваться.

### Интеллигенция
Позже выяснилось, что Лидер вместе с избранной группой суперинтеллектуальных злодеев был частью давней организации, которая называется Интеллигенция. Изначально созданная для обмена информацией между криминальными гениями, Интеллигенция была предана Доктором Думом и распущена. Но позже, когда Халк вернулся на Землю и решил начать войну на планете, МОДОК и Лидер переформулировали команду, взломав защитные спутники и направив через них космическую энергию, что в конечном итоге привело к поражению Халка. Благодаря этой информации, которую они собрали, Интеллигенция обнаружила, как объединить гамма и космическое излучение, чтобы создать могущественное существо. Они обратились к генералу Россу и убедили его стать их абсолютным оружием — Красным Халком, в рамках плана победить Халка и завоевать мир. Многие союзники Халка были захвачены в плен, которым промыли мозги и превратили в мутантов космической гаммы, таких как Красная Женщина-Халк (Бетти Росс), А-Бомба (Рик Джонс), и Амадей Чо. План в конечном итоге провалился, и Красный Халк очистил тело Лидера от всей радиации, и он больше не был Лидером.

### Громовержцы
Вскоре Красный Халк подверг Стернса красной гамма-терапией, чтобы вернуть ему силы, чтобы использовать его в качестве агента разведки. Позже он был убит Карателем, как только обнаружил, что Росс пытался использовать его. После того, как в него стреляли, Красный Халк отвёл Стернса к трубопроводу, который подаёт гамма-энергию в лабораторию Безумца. Он скормил его Лидеру, вернув его к жизни. Красный Лидер стал полноправным членом Громовержцев Росса после этих событий. После того, как Каратель покинул команду, Лидер, долго искавший способы убить Громовержцев и знавший, что у Касла есть контрмеры, чтобы уничтожить каждого из них, заложил бомбу в его убежище с запиской «Ты не бросаешь нас. Ты уволен», зная, что он выживет, и Фрэнк подумает, что это Росс пытался убить его, и уничтожит команду. Когда Каратель атаковал Громовержцев, он выстрелил в Стернса, но в конце концов выяснилось, что это не настоящий Лидер.
Через шесть месяцев после распада команды Красный Лидер жил роскошной жизнью на крошечном острове Ката Джая и пытался завоевать сердце девушки, в которую он был влюблён, но его бывшие партнёры и Мстители прибыли, чтобы уничтожить преступную империю, которую он там построил. Кейтлин, девушка, которую он пытался завоевать, предала его и Стернс был схвачен и посажен в тюрьму. Каратель использовал череп Призрачного Гонщика, чтобы поместить Стернса под постоянный Карающий взор (Призрачный Гонщик обладает способностью вызывать у человека, смотрящего в его глаза, чувство боли за свои грехи), но в конечном итоге он был освобождён от него Мефисто, с которым он заключил сделку, когда отправился в Ад вместе с Громовержцами. Взбешённый тем фактом, что Стернс отказался от их сделки, Мефисто заставил его подписать новый контракт и повёл его в Ад.

### Омега Халк
Позже в рамках своей меры по нейтрализации гамма-мутантов по всему миру, новая личность Халка «Док Грин» нашёл Красного Лидера, который неизвестным образом сбежал из Ада и начал увлекаться оккультизмом. После Грин нейтрализовал гамма-способности Стернса. Однако ранее с Лидером связался Гэммон, дубликат Дока Грина с искусственным интеллектом, который внедрил контрмеры против действий Дока Грина. Как только Стернс был лишён способностей, он медленно трансформировался обратно, но не в Красного Лидера, а в прежнего обычного Лидера. После этого он и Гэммон согласились работать вместе.

### Новая Интеллигенция
Лидер помог реформировать Интеллигенцию с целью получения контроля над Кей Каваде и его способностями. Однако они были побеждены Эльзой Бладстоун, Кидом Кайдзю и его монстрами. Затем участники были арестованы Щ.И.Т. и заключены в тюрьму строгого режима на острове Райкер.
После того, как Лидер сбежал из тюрьмы, он нацелился на Женщину-Халк. Основываясь на изменениях Дженнифер в её форме Женщины-Халка и своём опыте с Зелёными Дверями, он пришёл к выводу, что она действительно умерла в результате битвы с Таносом и с тех пор подавила свои воспоминания о Подземелье. Стернс решил проверить, произойдут ли какие-либо дальнейшие изменения, если Женщина-Халк либо умрёт, либо воскреснет снова, либо убьёт кого-то ещё.
С этой целью он использовал профессора Робин Мейзер Малт. Робин была одержимой поклонницей Уолтерс, которую Лидер завербовал годом ранее. Стернс манипулировал Робин, чтобы захватить Дженнифер и использовать её кровь для получения гамма-способностей. Заставив Робин поверить, что человеческая часть Женщины-Халка мешает ей полностью раскрыть свой потенциал, он заставил её и Джен сражаться друг с другом. Однако во время боя Робин установила телепатическую связь с Уолтерс. Это привело к тому, что Дженнифер получила более полный контроль над своей формой Халка и преодолела барьеры Лидера, чтобы победить его. В конце концов, его снова арестовали.

### Халкверины
Лидер оказался под стражей в отделе Операций Халка США. После того, как их агенты узнали о возвращении Халка, они попытались убедить Стернса помочь им проанализировать текущее поведение Халка. Однако Лидер воспользовался моментом своей беспечности и сбежал с базы Теней 43B, где он был заключён в тюрьму.
Проанализировав недавние действия Халка, Лидер, наконец, придумал план его уничтожения. Вместо того, чтобы напрямую преследовать Бэннера, он заразил Оружие Н вирусом, изменяющим гамму. Бэннер уже пытался поймать Кортеса из-за обвинений, которые распространялись о нём. Лидер помог организовать противостояние между ними. Противостояние закончилось дракой, во время которой Халк использовал свою способность истощать гамму и, по сути, заразился вирусом. Лидер также манипулировал этими двумя, чтобы позаботиться об агентах базы Теней, следующих за ним. Однако его план был прерван участием Росомахи, который также следил за слухами об Оружии H. Сразу после того, как он столкнулся с доктором Алианой Альба, который следил за Росомахой, у них возникла короткая ссора, после которой они решили объединиться после того, как поняли, что кто-то (Дарио Аггер / Минотавр) манипулирует охотой за Оружием H.
В конце концов, Лидер и Альба захватили Халка и Росомаху и превратили их в гибридов, похожих на Кортеса, но неспособных контролировать свои действия. Выполняя свой план, Лидер и доктор Альба стали ближе друг к другу. Наконец, они послали своих трансформированных жертв проверить их силу против автоматической установки защиты. Однако Оружие H выследило их и привело Халка и Росомаху к Стернсу и Альбе. Чтобы спастись, они деактивировали наномашины, ответственные за превращения Халка и Росомахи, и после неудачной попытки победить Кортеса телепортировались. После этого Стернс и Альба обменялись поцелуем.

### Бессмертный Халк
Их отношения длились недолго, так как Лидер покинул Альбу, когда ему попалась летающая муха, передающая знания, полученные из разума Разрушителя, будущей версии Халка, чья душа была полностью заменена Тем, Кто Ниже Всех, который затем стал космической сущностью после смерти и возрождения Мультивселенной. Приливная муха была послана из вселенной Девятого Космоса, которая стала его жертвой в надежде предотвратить такой поворот событий. Однако, вместо того, чтобы предотвратить это, Лидер хотел реализовать план Того, Кто Ниже Всех, чтобы стать единственным оставшимся в Мультивселенной.
Стернс применил накопленные знания на практике и отправился в Подземелье. Здесь он обратился к Брайану Бэннеру, который бродил по адскому ландшафту после того, как его план побега провалился. Лидер пообещал ему, что поможет ему сбежать из Подземелья. Однако Лидер обманул Брайана и поглотил его разум, чтобы усвоить его знания о Зелёной Двери и его связи с Тем, Кто Ниже Всех, и взять под контроль его тело. Чтобы осуществить свой план, Лидеру нужен был Брюс — поскольку его связь с гамма-энергией была самой сильной — и он планировал сделать это, преследуя близких Бэннера и многих других. Замаскировавшись под Брайана, Лидер столкнулся с Брюсом в его маскировке, чтобы усилить свой контроль над Зелёной Дверью, которые он использовал, чтобы взять под контроль тело Рика Джонса. Он также взял под свой контроль Бэннера Зелёного Шрама и использовал хаос, созданный в сознании Бэннера инопланетянином Ксемну, чтобы запечатать Дьявола Халка.
Когда Халк стал популярным после победы над Ксемну, Лидер решил привести свой план в действие. Используя Рика Джонса, Лидер послал всплеск гамма-энергии в Халка во время фотосъёмки, в результате чего Халк взорвался вспышкой гамма-энергии. Этот инцидент вызвал хаос в окрестностях и стоил многих жизней, хотя некоторые жизни были спасены, когда Рик выступил в качестве щита от взрыва. Когда Отряд Гамма прибыл, чтобы задержать Халка, прежде чем он причинил больше разрушений, Бэннер же сражался с ними, пока Лидер комментировал ситуацию.
Лидер также взял под контроль подопытного Дель Фрая и использовал его, чтобы убить Дока Самсона, заставив душу Самсона отправиться в Подземелье, чтобы Лидер мог заставить его наблюдать, как разворачивается его план. Как Лидер и хотел, Пак выпустил луч энергии в Халка, когда тот сражался с Поглотителем, серьёзно ранив его. Это позволило Лидеру использовать Зелёную Дверь, чтобы взять под контроль Зелёного Шрама и Халка.
В сознании Брюса Лидер связал Бэннера и его других личностей — Дикаря Халка и Джо Фиксита с тюрьмой, в которой содержался Дьявол Халк. Лидер хвастался перед Бэннером, как он использовал Зелёную Дверь, чтобы взять под контроль свой разум. Затем Лидер начал сталкиваться с препятствиями, когда попытался заманить доктора Макгоуэна из отдела Операций Халка США к нему. Пока Лидер отвлёкся, Самсон ударил его осколком, нанеся тяжёлую травму головы. Затем Макгоуэн использовала транслокатор, чтобы разделить Рика Джонса на две части, что почувствовал Лидер. Видя, что его планы рушились, Лидер решил немедленно протащить Бэннера через Зелёную Дверь, вместо того, чтобы заставлять его страдать. Это неожиданно привело к тому, что Дьявол Халк разозлился настолько, что, наконец, вырвался из своей тюрьмы и столкнулся с Лидером, заставив Стернса очень испугаться.
Лидер смог ненадолго отвлечь Дьявола Халка, превратившись в Брайана Бэннера, прежде чем превратиться в чудовище, похожее на краба, и схватить Бэннера. Дьявол Халк попытался сразиться с Лидером, но неожиданно был остановлен Сэвиджем Халком, который считал, что Лидером был Брайан Бэннер, и решил защитить его, чтобы он мог любить его. Удерживая Дьявола Халка, Лидер убил его и протащил останки Дьявола Халка и Бэннера через Зелёную Дверь. Теперь в Подземелье Лидер прикрепил Бэннера и останки Дьявольского Халка к странным растениеподобным структурам с целью превратить его в устройство для направления гамма-энергии к Тому, Кто Ниже Всех. Однако Лидер не смог заставить систему работать, хотя Брайан Бэннер мог. Затем Лидер узнал правду от духа Брайана: тот мог это сделать, потому что он был одержим Тем, Кто Ниже Всех, чего Лидер не хотел. После этого Тот, Кто Ниже Всех, овладел Лидером, к его большому ужасу.
Лидер в конечном итоге вырос до гигантских размеров и построил вокруг себя крепость. Джо Фикситу, Дикарю Халку и Джеки Макги удалось добраться до Подземелья, используя Врата Вечности Фантастической Четвёрки, и противостоять ему. Однако Лидер поймал Дикаря Халка в ловушку с помощью усиков и управлял им, как марионеткой, чтобы сражаться с Джо, чтобы он мог поглотить их обоих. Когда Джеки смирилась со своим прошлым, она выпустила луч энергии, который навредил Лидеру, позволив Джо и Дикарю Халку отделить его от Того, Кто Выше Всех, и неожиданно лишила его силы. После того, как Дикарь Халк и Джо поговорили с Тем, Кто Выше Всех, Дикарь Халк простил Лидера за всё, что он сделал. Затем Лидер вернулся на Землю с Джеки, Брюсом Бэннером и персонажами Бэннера, где он был закован в кандалы и предположительно взят под стражу полицией.

## Силы и способности
Лидер обладает сверхчеловеческой умственной проницательностью в результате воздействия на него взрыва гамма-облучённых отходов. Он способен к знаниям и пониманию, которые недоступны человеческому пониманию. Потенциал его интеллекта практически неограничен, он способен овладеть любым предметом и принять концепции, совершенно чуждые его окружению. Его высшие функции мозга, включая распознавание образов, хранение и извлечение информации, логическое и философское структурирование были улучшены до сверхчеловеческого уровня. Он также обладает полной памятью обо всех событиях, свидетелем которых он стал после несчастного случая, который изменил его, и может просчитывать возможности и результаты настолько точно, что это граничит с предсказанием будущего. Несмотря на его безграничный интеллект и высочайшие знания, его эффективности сильно мешают его собственное высокомерие, нетерпение и одержимость победой над Халком, что постоянно заставляет его упускать из виду необходимые детали и действовать преждевременно, что приводит к краху его планов. Его эгоизм также привёл его к двум непрактичным планам по превращению остального человечества в таких же зеленокожих существ, как он сам.
Он также открыл скрытые телекинетические и телепатические способности внутри себя. Он способен контролировать разумы обычных людей, просто прикасаясь к ним (кроме людей с гамма-мутацией, таких как Халк или Мерзость), стирать воспоминания сразу у нескольких людей, создавать иллюзии, чтобы обмануть других или замаскироваться, и проецировать телекинетические взрывы, достаточно мощные, чтобы опрокинуть очень ослабленного Халка.
Лидер также является технологическим гением, специализирующимся на гамма-излучении. Он создал технологии, которые находятся за пределами человеческих возможностей, включая транспортные средства, оружие, компьютеры, лазерные пистолеты, импульсное оружие и кинетические перчатки, и особенно искусен в генной инженерии и манипулировании радиацией для многих гнусных целей. Лидер создал в своё распоряжении армию синтетических приспешников, называемых Гуманоидами, которые служили ему на протяжении всей его карьеры мирового господства, в основном в качестве телохранителей, солдат и лабораторных слуг. Они обладают универсальными способностями программирования, позволяющими им выполнять любую задачу, не устают, не разговаривают и не нуждаются в пище, а также имеют эластичные тела, которые делают их невосприимчивыми к тупым ударам. Их размеры варьируются от микроскопических до сотен футов в высоту. Гуманоиды обычно управляются непосредственно с помощью собственных мысленных команд Лидера, но также могут быть запрограммированы на выполнение определённой директивы. Лидер также разработал гамма-бомбы, генераторы щитов для покрытия больших площадей, клетки для содержания Халка, силовую броню, устройства телепортации, дубликаты андроидов, средство управления разумом Халка или Носорога с помощью технологических устройств, оживляющий луч, который был разработан для того, чтобы вернуть Стернса к жизни в случае его смерти, а также Омнивак — разумный компьютер, который обслуживает огромную космическую станцию, которую он использовал в качестве операционной базы.
Иногда было показано, что Лидер обладает способностью превращаться обратно в Сэмюэля Стернса, но эта способность привела к тому, что он полностью потерял память о своей личности как Лидера, поскольку разум Стернса был плохо приспособлен для того, чтобы справиться с интеллектом Лидера (хотя он всегда помнил всё, когда снова становился Лидером).
Хотя Лидер может быть убит, будучи гамма-мутантом, он способен воскресать каждый раз, проходя через Зелёную Дверь, что делает его практически бессмертным.

## Альтернативные версии

### Ultimate Marvel
Ultimate версия Лидера — враг Железного Человека и Халка. В Ultimate Human Пит Уиздом — бывший агент британской разведки, которого выгнали из MI6 после тестирования его «Британской Программы Усиления» на себе, превратив его в Лидера. Уиздом обладает экстрасенсорными способностями и умственными способностями, аналогичные оригинальному Лидеру, но требует инвалидной коляски и ортезов, чтобы выдержать вес его увеличенного черепа. Уиздом позже похитил Тони Старка и Брюса Бэннера на изолированную территорию базы и попытался украсть нанотехнологии Тони Старка, поскольку Брюс Бэннер и Старк работали вместе, пытаясь внедрить их в физиологию Бэннера в надежде, что это остановит его превращения в Халка. Когда Старк направил робота-приманку на базу Уиздома, Бэннер превратился в Халка. Брюс сопротивлялся влиянию Уиздома и втоптал его в землю. Уиздом, почти мёртвый, телепатически направил реактивный самолёт F-22 Raptor на Халка, но в конечном итоге убил себя, в то время как Бэннер выжил.
Ultimate версия Сэмюэля Стернса — пожилой и слабый парализованный доктор. В Ultimate Mystery он является участником Мозговой Команды Roxxon Industries. Позже оказалось, что у него была способность превращаться в гибрид Халка и Лидера. Во время спасения Джессики Дрю Человек-Паук одолел его. После он и команда проводили эксперименты с тёмной материей над Тэнди Боуэн и Тайроном Джонсоном, наделяя их уникальными сверхспособностями.

### Marvel Zombies
Лидер появляется как зомби в Marvel Zombies vs. The Army of Darkness в орде, которая подавляет и заражает Карателя. У Лидера огромная дыра, проделанная в его черепе, что его не останавливает. В Marvel Zombies 3 он просматривает продукты питания и медикаменты, которые другие зомби нашли в качестве подношения Зомби Кингпину. Также Лидер определяет, как долго остальные могут питаться человеческими клонами. Позже Лидер отправляется с другими зомбированными персонажами, чтобы найти и уничтожить Человека-Машину. Андроид одерживает верх в битве и уничтожает всех своих преследователей. Затем Лидер убивает себя, отрывая свою руку, чтобы с помощью неё вынуть весь свой мозг, и разрывая своё собственное тело.

### Marvel Cinematic Universe tie-in issues
До выхода фильма «Мстители» в 2012 году Marvel выпустила серию канонических комиксов под названием Мстители Прелюдия: Большая неделя Фьюри, которые происходят в рамках Кинематографической вселенной Marvel. В выпусках # 6-7 Стернс подвергается быстрой мутации головы, как только его обнаруживает Наташа Романофф, которая натыкается на него сразу после того, как Халк сбежал (что происходит во время кульминации фильма «Невероятный Халк» в то время как Халк сражается с Мерзостью). Его умственные способности уже значительно возросли до такой степени, что он может точно определить точное место рождения Чёрной Вдовы по намёку на акцент в её голосе. Он попытался подкупить её, пообещав, что поможет ей вернуться в Сталинград и поделиться с ней своим видением, но Чёрная Вдова выстрелила ему в ногу и впоследствии Стернс был взят под стражу Щ.И.Т.ом. После этого Стернса отвезли в безопасное место для изучения учёными Щ.И.Т.А в защитном резервуаре. Инцидент, связанный с арестом Стерна, позже был назван «Проект мистер Блу». Внутри резервуара его мутация продолжала развиваться, так его кожа стала полностью зелёной, а голова стала ещё больше в размерах.

## Вне комиксов

### Кино
- Актёр Тим Блейк Нельсон сыграл Сэмюэля Стернса в фильме «Невероятный Халк» (2008). Персонаж помогает Брюсу Бэннеру найти лекарство от его преобразований в Халка. Эмиль Блонски заставляет Стернса вколоть ему кровь Халка, что в смеси с ранее введёнными ему препаратами вызвала превращение в гамма-монстра. При трансформации Блонски отшвырнул Стернса. После ухода мутировавшего Блонски Стернсу на рану на лбу капает кровь Бэннера, лоб Стернса начинает пульсировать и разрастаться.
- Нельсон повторил роль Сэмюэля Стернса / Лидера в картине «Капитан Америка: Новый мир» (2025), где тот выступил в качестве антагониста[69].

### Телевидение
- Лидер появился в сегменте о Халке в мультсериале «Супергерои Marvel», озвученный Джилли Фенвиком.

- Лидер появился в мультсериале «Невероятный Халк» 1980-х годов в эпизоде «Панки на колёсах», озвученный Стэном Джонсом.

- Лидер появился в мультсериале «Железный Человек» в эпизоде «Халкбастер», озвученный Мэттом Фреуэром.

- Лидер появился в мультсериале «Невероятный Халк» 1996 года, где его снова озвучил Мэтт Фреуэр. Эта версия Сэмюэля Стернса была учёным, который саботировал гамма-бомбу, превратившую Брюса Бэннера в Халка. Когда произошло последнее событие, Стернс упал в яму с радиоактивными отходами, образовавшуюся в результате взрыва гамма-бомбы, и мутировал в Лидера. Кроме того, ему служат Горгулья, Мерзость, Людоедка и Гаммы Воины.

- Лидер играет эпизодическую роль в мультсериале «Супергеройский отряд».

- Лидер появляется в мультсериале «Мстители: Величайшие герои Земли», его озвучивает Джеффри Комбс. Представлен в эпизоде «Халк против всех», он изначально был заключён в тюрьму Куб, но позже случается технологическая ошибка, которая позволяет заключённым сбежать. В двухсерийном эпизоде «Гамма-мир» Лидер объединяет усилия с Мерзостью и Бригадой Крушителей, чтобы превратить мир в гамма-монстров, но Мстители препятствуют этому. В эпизоде «Нападение на Зону 42» Лидер был заключён в тюрьму 42, где он предупреждает Мстителей об Аннигилусе и Волне Уничтожения.

- Лидер является главным антагонистом в 1 и 2 сезонах мультсериала «Халк и агенты У.Д.А.Р.», озвученный Джеймсом Арнольдом Тейлором.

- Лидер появляется в эпизоде мультсериала «Великий Человек-паук» в эпизоде «Битва Чемпионов: Часть 3», где его снова озвучивает Джеймс Арнольд Тейлор.

- Лидер появляется в мультсериале «Мстители, общий сбор!», снова озвученный Джеймсом Арнольдом Тейлором. После незначительных появлений в эпизодах «Идеальное оружие» и «Мировая Война Халка» Лидер появляется в эпизоде из двух частей «Мстителей больше нет» как очевидный лидер Кабалы, которой он руководит во время кражей прототипа дугового реактора и вибраниума для создания статического детандера. В то время как они вступают в конфликт с Мстителями, Кабала захватывает их и рассеивает во времени и пространстве. В ответ Чёрная Пантера собирает резервных членов Мстителей, чтобы дать отпор. Герои побеждают Лидера и берут его под стражу, в то время как остальные члены Кабалы бросают Лидера и убегают.

- Лидер появляется в аниме-телесериале «Мстители будущего», озвученный Ёсихито Сасаки на японском и Бенджамином Дискиным на английском. Эта версия является лидером Повелителей Зла.

- Лидер появляется в анимационном телесериале «МОДОК» в эпизоде «Если суббота будет… для мальчиков!», озвученный Биллом Хейдером.

### Видеоигры
- Лидер появляется в игре The Incredible Hulk 1994 года.

- Лидер появляется в игре The Incredible Hulk 2003 года, озвученный Майклом Добсоном. Эта версия персонажа обладает способностями к левитации и телепортации, а также псионическими способностями, такими как телекинез, проекция энергии и создание иллюзий самого себя. Он планирует создать армию гамма-мутантов, чтобы захватить мир, используя специальный Гамма-Шар, с помощью своего брата, Безумца и других врагов Халка, такие как Опустошение и Период Полураспада.

- Доктор Сэмюэл Стернс появляется в игре The Incredible Hulk 2008 года, основанной на одноимённом фильме. Озвучен Тимом Блейком Нельсоном.

- Лидер появляется как игровой персонаж в Lego Marvel Super Heroes, где снова был озвучен Джеффри Комбсом.

- Лидер появляется в игре Marvel Avenger Alliance. В Spec Ops 32 он похищает Бетти Росс и превращает её в Красную Женщину-Халк. После того, как он побеждён Красным Халком, Лидер превращается в Красного Лидера.

- Лидер появляется как игровой персонаж в Lego Marvel’s Avengers.

- Лидер появляется как игровой персонаж в бесплатной мобильной игре Marvel Avengers Academy.

## Критика и отзывы
В 2009 году Лидер занял № 63 в списке 100 величайших злодеев комиксов по версии IGN.